# 科溫斯普林斯 (蒙大拿州)
科溫斯普林斯（英語：Corwin Springs）是位於美國蒙大拿州帕克縣的普查規定居民點。

## 歷史
科溫斯普林斯的郵局自1909年營運至今。

## 人口
根據2020年美國人口普查的數據，科溫斯普林斯的面積為3.85平方千米，當中陸地面積為3.65平方千米，而水域面積為0.21平方千米。當地共有人口101人，而人口密度為每平方千米26.23人。